# Prvenstvo Zagrebačkog nogometnog dosaveza 1943./44.
Prvenstvo Zagrebačkog nogometnog dosaveza 1943./44. bilo je izlučno nogometno natjecanje za “Natjecanje u hrvatskom državnom razredu“ 1944. u organizaciji Zagrebačkog nogometnog dosaveza. Natjecanje je započelo na jesen 1943. godine, a završilo krajem lipnja 1944. godine.

## Natjecateljski sustav
Odigrana su dva zasebna prvenstva na području Zagrebačkog nogometnog dosaveza: Prvenstvo Zagreba i Prvenstvo provincije. U prvenstvu Zagreba momčadi su bile podijeljene u 3 jakosna razreda: I. razred - skupina Zvonimir (8 momčadi), II. razred - skupina Tomislav (8 momčadi) i III. razred skupina Zrinski (7 momčadi). Momčadi su igrale dvokružni natjecateljski sustav (pobjeda = 2 boda, neodlučeno = 1 bod, poraz = bez bodova). „Natjecanje u hrvatskom državnom razredu“ za 1944. godinu izborile su tri prvoplasirane momčadi I. razreda prvenstva Zagreba (poluzavršna skupina), prvak provincije (doigravanje) i četvrtoplasirana momčad I. razreda prvenstva Zagreba (doigravanje).

## Prvenstvo Zagreba

### I. razred
| mj | naziv kluba | uta | pob | neo | izg | pop | pri | bod |
| -- | ----------- | --- | --- | --- | --- | --- | --- | --- |
| 1. | Građanski   | 14  | 10  | 4   | 0   | 53  | 10  | 24  |
| 2. | Concordia   | 14  | 9   | 2   | 3   | 37  | 16  | 20  |
| 3. | HAŠK        | 14  | 7   | 3   | 4   | 45  | 18  | 17  |
| 4. | Željezničar | 14  | 8   | 1   | 5   | 30  | 16  | 17  |
| 5. | Ferraria    | 14  | 6   | 2   | 6   | 25  | 29  | 14  |
| 6. | Ličanin     | 14  | 3   | 3   | 8   | 27  | 38  | 9   |
| 7. | Zagorac     | 14  | 3   | 2   | 9   | 15  | 36  | 8   |
| 8. | Viktorija   | 14  | 1   | 1   | 12  | 11  | 80  | 3   |

- Građanski (prvak Zagreba), Concordia i HAŠK izravno su se plasirali u poluzavršnu skupinu hrvatskog državnog razreda.
- Željezničar se plasirao u doigravanje za poluzavršnu skupinu hrvatskog državnog razreda.

### II. razred
| mj | naziv kluba | uta | pob | neo | izg | pop | pri | bod |
| -- | ----------- | --- | --- | --- | --- | --- | --- | --- |
| 1. | Uskok       | 13  | 12  | 0   | 1   | 56  | 15  | 24  |
| 2. | Redarstveni | 14  | 11  | 1   | 2   | 54  | 16  | 23  |
| 3. | ZET         | 13  | 8   | 0   | 5   | 28  | 23  | 16  |
| 4. | Šparta      | 13  | 5   | 3   | 5   | 23  | 23  | 13  |
| 5. | Kvaternik   | 14  | 3   | 3   | 8   | 23  | 42  | 9   |
| 6. | Mesarski    | 14  | 3   | 2   | 9   | 20  | 34  | 8   |
| 7. | Trešnjevka  | 12  | 1   | 5   | 6   | 11  | 32  | 7   |
| 8. | Grafičar    | 13  | 3   | 0   | 10  | 20  | 50  | 6   |

- U ljestvicu učinka nisu uračunati rezultati tri prekinute utakmice jer nije poznat njihov krajnji ishod.
- Uskok i Redarstveni izravno su se plasirali u I. razred prvenstva Zagreba 1945.

## Prvenstvo Provincije
- Prvak Provincije Zagrebačkog nogometnog dosaveza je HŠK Segesta iz Siska koja je izborila doigravanje za poluzavršnu skupinu hrvatskog državnog razreda.